# Cladonia
Cladonia (rendiermossen, bekermossen en heidestaartjes) is een korstmossengeslacht van ongeveer 350 soorten. 59 daarvan worden in Nederland aangetroffen, waarvan 16 soorten op de Rode Lijst staan. Verschillende soorten rendiermos worden soms in een apart geslacht Cladina ingedeeld, maar DNA-onderzoek wijst er op dat ook deze soorten bij Cladonia zouden moeten worden ingedeeld.
Cladonia wordt gekenmerkt doordat de vertakkingen zich hebben ontwikkeld uit sporenproducerende structuren. De vertakkingen zijn hol en hebben meestal een afwijkend gekleurd uiteinde.
In de Amerikaanse staat Florida wordt de beschermde en uiterst zeldzame Cladonia perforata gevonden; er zijn slechts 27 vindplaatsen van deze soort bekend.

## Fylogenetische indeling
Een groep Finse en Zweedse wetenschappers heeft in 2002 een uitgebreid onderzoek naar de fylogenie van Cladonia gepubliceerd, op basis van morfologische, moleculaire en chemische gegevens. Zij verdelen Cladonia in drie hoofdgroepen, die elk weer een eigen onderverdeling kennen. Speciale aandacht schenken zij aan Cladina (rendiermos), wat door sommige auteurs als apart geslacht wordt gezien. De conclusie van de onderzoekers is dat Cladina wel monofyletisch is, en de groepnaam Cladinae krijgt, maar dat het in zijn geheel ondergebracht moet worden in een van de drie hoofdgroepen.

## Cladonia
- Hoofdgroep I,
  -  Cladonia onder andere
    -  C. wainioi
- Hoofdgroep II
  - Cladonia, onder andere
    - Kronkelheidestaartje (C. subulata),
    - Gevorkt heidestaartje (C. furcata),
    -  C. cariosa

  -  Graciles, onder andere
    -  Girafje (C. gracilis)
- Hoofdgroep III
  - Perviae, onder andere
    - C. cenotea,
    -  Hamerblaadje (C. strepsilis)

  - Cocciferae, onder andere
    -  Rood bekermos (C. coccifera)

  - Miniatae, onder andere
    -  C. miniata

  - Crustaceae
  - Amaurocraeae, onder andere
    -  C. amaurocraea

  - Divaricatae, onder andere
    -  C. divaricata

  - Unciales, onder andere
    -  Varkenspootje (C. uncialis)

  - Borya, onder andere
    -  C. boryi

  - Cladinae (rendiermos) onder andere
    - Echt rendiermos (C. rangiferina),
    -  Sierlijk rendiermos (C. ciliata)

  -  Impexae, onder andere
    -  Open rendiermos (C. portentosa)

## Nederlandse soorten
In Nederland komen de volgende soorten voor:
| Botanische naam         | Triviale naam             | Chemische reacties |
| ----------------------- | ------------------------- | --- |
| Cladonia arbuscula      | gebogen rendiermos        | C–, K–, KC+ (geel), P+ (roestrood, zelden geel), UV–                                                                   |
| Cladonia berghsonii     | valse heidelucifer        | C-, K- of zelden K+ (geel), KC-, P- of zelden P+ (geel), UV- of zelden UV+ (blauwig).                                  |
| Cladonia borealis       | plomp bekermos            | C-, KC+ (geel), P-, UV- of UV+ (zwak blauw-wit)                                                                        |
| Cladonia botrytes       | dennenbekermos            | C-, K-, KC+ (gelig) of KC-, P-, UV-                                                                                    |
| Cladonia brevis         | kort heidestaartje        | C–, K–, KC–, P+ (geel), UV-                                                                                            |
| Cladonia caespiticia    | greppelblaadje            | C-, K-, KC-, P+ (snel rood), UV-                                                                                       |
| Cladonia callosa        | breekbaar heidestaartje   | C–, K–, KC–, P–, UV+ (sterk blauwviolet)                                                                               |
| Cladonia cariosa        | knobbelig heidestaartje   | C-, K+ (geel naar bruin, of blijvend geel), KC-, P+ (donker geel zelden naar geel), UV-                                |
| Cladonia carneola       | sponsbekermos             | C-, K-, KC+ (geel), P-, UV-                                                                                            |
| Cladonia cenotea        | hagelschotbekermos        | C–, K–, KC–, P–, UV+ (wit)                                                                                             |
| Cladonia cervicornis    | gewoon stapelbekertje     | C-, K- of K+ (geel), KC-, P+ (oranjerood), UV-                                                                         |
| Cladonia chlorophaea    | fijn bekermos             | C-, K- of K+ (groezelig geelbruin), KC-, P+ (rood), UV-                                                                |
| Cladonia ciliata        | sierlijk rendiermos       | C-, K-, KC- of KC+ (geel), P+ (rood), UV-                                                                              |
| Cladonia coccifera      | rood bekermos             | C-, K-, KC+ (geel), P- en UV-                                                                                          |
| Cladonia coniocraea     | smal bekermos             | C–, K–, KC–, P+ (oranje tot roestrood), UV–                                                                            |
| Cladonia cornuta        | gevlekt heidestaartje     | C-, K- of K+ (bruinachtig), P+ (rood), UV-                                                                             |
| Cladonia crispata       | open heidestaartje        | C-, K of K+ (donker geel), P- of P+ (oranje), UV+ (wit) |
| Cladonia cyathomorpha   | geaderd bekermos          | C-, K-, KC-, P+ (rood), UV-                                                                                            |
| Cladonia deformis       | fraai bekermos            | C–, K–, KC+ (geel), P–, UV–                                                                                            |
| Cladonia digitata       | vertakt bekermos          | C-, K+ (geel), KC-, P+ (oranje), UV–                                                                                   |
| Cladonia fimbriata      | kopjesbekermos            | C–, K–, KC–, P+ (oranje-rood), UV-                                                                                     |
| Cladonia floerkeana     | rode heidelucifer         | C-, K- of zelden K+ (geel), KC-, P- of zelden P+ (geel), UV- of zelden UV+ (blauwig).                                  |
| Cladonia foliacea       | zomersneeuw               | C-, K- or K+ (geel), KC+ (gelig), P+ (rood), UV-                                                                       |
| Cladonia furcata        | gevorkt heidestaartje     | C-, K- of K+ (groezelig geel tot groezelig bruin), KC-, P+ (rood op medulla), UV-                                      |
| Cladonia glauca         | bruin heidestaartje       | C-, K-, KC-, P-, UV+ (blauwig wit)                                                                                     |
| Cladonia gracilis       | girafje                   | C–, K–, KC–, P+ (rood), UV–                                                                                            |
| Cladonia grayi          | bruin bekermos            | C-, K-, KC-, P- of P+ (rood), UV+ (ijsblauw)                                                                           |
| Cladonia humilis        | frietzakbekermos          | C-, K+ (geel), KC-, P+ (steenrood), UV-                                                                                |
| Cladonia incrassata     | turflucifer               | C-, K-, KC- of KC+ (geel), P-, UV+ (wit)                                                                               |
| Cladonia luteoalba      | geelwit bekermos          | C–, K–, KC+ (geel), Pd–, UV± (wit)                                                                                     |
| Cladonia macilenta      | dove heidelucifer         | C- of C+ (kanariegeel), K- of K+ (permanent geel), KC- of KC+ (kanariegeel), P- of P+ (oranje)                         |
| Cladonia monomorpha     | wrattig bekermos          | C-, K-, KC-, P-, UV-                                                                                                   |
| Cladonia parasitica     | koraalblaadje             | C–, K+ (geel), KC–, P+ (geel), UV–                                                                                     |
| Cladonia peziziformis   | bol heidestaartje         | C-, K- of K+ (groezelig bruin), KC-, P+ (rood), UV-                                                                    |
| Cladonia phyllophora    | randstapelbekertje        | C-, K-, KC-, P+ (roo), UV-                                                                                             |
| Cladonia pocillum       | duinbekermos              | C-, K- of K+ (geel), KC-, P+ (rood), UV-                                                                               |
| Cladonia polydactyla    | sterheidestaartje         | C-, K+ (geel), C-, KC-, P+ (geel), UV-                                                                                 |
| Cladonia portentosa     | open rendiermos           | C–, K–, KC± (geel), P– or P+ (rood), UV+ (licht blauw-wit)                                                             |
| Cladonia pulvinata      | slank stapelbekertje      | C-, K-, KC-, P+ (licht geel) of zelden P+ (rood), UV-                                                                  |
| Cladonia pyxidata       | grof bekermos             | C-, KC-, UV- Type I: K-, P+ (rood) Type II: K+ (geel), P+ (rood) Type III: K-, P+ (rood) Type IV: K+ (geel), P+ (rood) |
| Cladonia ramulosa       | rafelig bekermos          | C–, K–, KC–, P+ (rood), UV-                                                                                            |
| Cladonia rangiferina    | echt rendiermos           | C-, K+ (licht geel), KC-, P+ (rood), UV-                                                                               |
| Cladonia rangiformis    | vals rendiermos           | C–, K+ (bleek geel), KC-, P- of P+ (rood), UV-                                                                         |
| Cladonia rei            | vals kronkelheidestaartje | C–, K–, KC–, P– of P+ (langzaam geel-oranje), UV± (wit)                                                                |
| Cladonia scabriuscula   | ruw heidestaartje         | C-, K+ (geel tot bruin), KC–, P+ (rood), UV–                                                                           |
| Cladonia squamosa       | doornig heidestaartje     | C-, K- of K+ (geel), KC- of K+ (geel), P- of P+ (geel), UV+ (ijsblauw) of UV-                                          |
| Cladonia stellaris      | kerststukjesrendiermos    | C-, K-, KC+ (geel), P-, UV+ (bleek blauw)                                                                              |
| Cladonia strepsilis     | hamerblaadje              | C+ (blauw tot helder smaragdgroen), K–, KC–, P+ (geel), UV+ (wittig)                                                   |
| Cladonia subcervicornis | rotsbekermos              | C–, K+ (geel), KC–, P+ (rood), UV–                                                                                     |
| Cladonia subulata       | kronkelheidestaartje      | C-, K-, KC-, P+ (rood), UV-                                                                                            |
| Cladonia sulphurina     | geel bekermos             | C-, K-, KC- of KC+ (gelig), P-, UV+ (wit)                                                                              |
| Cladonia symphycarpia   | kalkblaadje               | C–, K+ (geel->rood of geel), KC-, P+ (geel), UV–                                                                       |
| Cladonia uncialis       | varkenspootje             | C-, K-, KC+ (geel), P-, UV- (zelden UV+ wit)                                                                           |
| Cladonia verticillata   | stuifzandstapelbekertje   | C–, K–, KC–, P+ (rood), UV–                                                                                            |
| Cladonia zopfii         | ezelspootje               | C–, K-, KC- of KC+ (geel), P-, UV–                                                                                     |